# Kolorado
Kolorado (angleška izgovorjava: /ˌkɒləˈrædoʊ/) je zvezna država na Goratem Zahodu na zahodu Združenih držav Amerike. Obsega večino južnih Skalnatega gorovja, pa tudi severovzhodni del Koloradske planote in zahodni rob Velikih planjav. Kolorado je osma največja in enaindvajseta najbolj naseljena zvezna država ZDA. Po ocenah Urada za popise prebivalstva Združenih držav je v Koloradu 1. julija 2022 živelo 5.839.926 ljudi, kar predstavlja 1,15 % povečanje od popisa prebivalstva ZDA leta 2020.
Območje so staroselci poseljevali vsaj 13.500 let, morda še več. Vzhodni rob Skalnatega gorovja je predstavljal pomembno migracijsko pot za zgodnje prebivalce, ki so se nato razširili po vsej Ameriki. Leta 1848 je bilo večino tega območja priključeno Združenim državam Amerike s pogodbo iz Guadalupe Hidalgo. Med leti 1858 in 1862 je priseljevanje povzročila zlata mrzlica v okolici Pikes Peak. 28. februarja 1861 je predsednik ZDA James Buchanan podpisal zakon, s katerim je ustanovil Teritorij Kolorada, 1. avgusta 1876 pa je predsednik Ulysses S. Grant podpisal Razglasitev 230, s katero je Kolorado priznal kot 38. zvezno državo v Združenih državah Amerike. Današnje poimenovanje izhaja iz španskega pridevnika 'colorado', ki pomeni 'biti obarvan rdeče' ali 'rdečelas'. Kolorado je dobil vzdevek »Stoletna država«, ker je postal zvezna država eno stoletje (in štiri tedne) po podpisu Deklaracije neodvisnosti Združenih držav Amerike.
Kolorado meji na Wyoming na severu, na severovzhodu na Nebrasko, na vzhodu na Kansas, na Oklahomo na jugovzhodu, na Novo Mehiko na jugu, na Utah na zahodu in se v jugozahodnem kotu dotika Arizone. Kolorado je znan po svoji gorski pokrajini z obsežnimi gozdov, visokimi planotami, rekami, kanjoni, ravninami in puščavami. Kolorado je ena od gorskih zveznih držav in se pogosto šteje za del jugozahodnih Združenih držav. Visoke planote osrednjega Kolorada se lahko štejejo za del zveznih držav Srednjega zahoda.
Glavno in najbolj naseljeno mesto Kolorada je Denver, ki predstavlja tudi urbano središče države. Kolorado Springs je drugo najnaseljenejše mesto. Pomemben del gospodarstva predstavlja obrambno-vojaški sektor, rudarstvo, kmetijstvo, turizem in vse več drugih vrst proizvodnje. 